# Emily M. Bender
Emily Menon Bender (1973) és una lingüista nord-americana, professora a la Universitat de Washington. Està especialitzada en lingüística computacional i processament del llenguatge natural. També és directora del Laboratori de Lingüística Computacional de la Universitat de Washington. Ha publicat diversos articles sobre els riscos dels models de llenguatge extens i sobre l'ètica en el processament del llenguatge natural.

## Educació
Bender va obtenir un AB en Lingüística a la  Universitat de Califòrnia a Berkeley el 1995. El 1997 va obtenir el seu màster a la Universitat Stanford, on es va doctorar l'any 2000 per la seva investigació sobre la variació sintàctica i la competència lingüística en anglès vernacular afroamericà. Tom Wasow i Penelope Eckert van ser els seus directors de tesi.

## Carrera
Abans de treballar a la Universitat de Washington, Bender va ocupar càrrecs a la Universitat Stanford, UC Berkeley i va treballar a la indústria a YY Technologies. Actualment ocupa diversos càrrecs de professora a la Universitat de Washington, des de l'any 2003, incloent professora al Departament de Lingüística, professora adjunta al Departament d'Enginyeria i Informàtica, directora de la facultat del Màster en Ciència en Lingüística Computacional, i directora del Laboratori de Lingüística Computacional. Bender és l'actual titular de la Howard and Frances Nostrand Endowed Professorship.
Bender va ser escollida vicepresidenta electe de l'Associació per a la Lingüística Computacional el 2021, exercint com vicepresidenta el 2023. Entre 2024 i 2025 va ser presidenta de l'entitat.
Bender va ser escollida membre de l'Associació Americana per a l'Avenç de la Ciència el 2022.

## Aportacions
Ha publicat articles de recerca sobre les estructures lingüístiques del japonès, el chintang, el mandarí, el wambaya, la llengua de signes americana i l'anglès.
Bender ha construït LinGO Grammar Matrix, un kit d'inici de codi obert per al desenvolupament de gramàtiques HPSG de precisió d'àmplia cobertura.
El 2021, va encunyar el concepte lloro estocàstic en el document, "On the Dangers of Stochastic Parrots: Can Language Models Be Too Big? 🦜", amb la investigadora de Google Timnit Gebru com a coautora i altres membres de la Conferència ACM sobre Equitat, Responsabilitat i Transparència. Google va intentar bloquejar aquesta publicació, un fet d'un seguit d'esdeveniments que van portar Gebru a marxar de Google. El document tractava qüestions ètiques en la construcció de sistemes de processament del llenguatge natural mitjançant l'aprenentatge automàtic a partir de grans corpus lingüístics. Des d'aleshores, ha invertit esforços per popularitzar l'ètica de la IA i s'ha posicionat contra l'exageració sobre els grans models lingüístics.
La regla de Bender, que es va originar a partir de la pregunta que Bender va fer repetidament a les xerrades d'investigació, és un consell d'investigació per als estudiosos de la computació per "anomenar sempre l'idioma amb el qual esteu treballant".
Fa una distinció entre la forma lingüística i el significat lingüístic. La forma fa referència a l'estructura del llenguatge (per exemple, sintaxi), mentre que el significat fa referència a les idees que representa el llenguatge. En un article del 2020, va argumentar que els models d'aprenentatge automàtic per al processament del llenguatge natural només s'entrenen en la forma, sense connexió amb el significat, no poden entendre el llenguatge de manera significativa. Per tant, ha argumentat que eines com ChatGPT no tenen cap manera d'entendre de manera significativa el text que processen, ni el text que generen. 

## Publicacions

### Llibres
- Bender, Emily M. Syntactic Variation and Linguistic Competence: The Case of AAVE Copula Absence.  Stanford University, 2000. ISBN 978-0493085425.
- Sag, Ivan. Syntactic theory: A formal introduction.  Center for the Study of Language and Information, 2003. ISBN 978-1575864006.
- Bender, Emily M. Linguistic Fundamentals for Natural Language Processing: 100 Essentials from Morphology and Syntax.  Springer, 2013 (Synthesis Lectures on Human Language Technologies). ISBN 978-3031010224.
- Bender, Emily M. Linguistic Fundamentals for Natural Language Processing II: 100 Essentials from Semantics and Pragmatics.  Springer, 2019 (Synthesis Lectures on Human Language Technologies). ISBN 978-3031010446.
- Bender, Emily M. The AI Con: How to Fight Big Tech's Hype and Create the Future We Want.  Harper, 2025. ISBN 9780063418561.[26]

### Articles
- Bender, Emily «The Syntax of Mandarin Bă: Reconsidering the Verbal Analysis». Journal of East Asian Linguistics, 9, 2, 2000, pàg. 105–145. DOI: 10.1023/A:1008348224800.
- Bender, Emily M. (2002). "The Grammar Matrix: An open-source starter-kit for the rapid development of cross-linguistically consistent broad-coverage precision grammars".  15
- Siegel, Melanie (2002). "Efficient deep processing of Japanese".  12
- Goodman, M. W.; Crowgey, J.; Xia, F; Bender, E. M. Lang Resources & Evaluation, 49, 2, 2015, pàg. 455–485. DOI: 10.1007/s10579-014-9276-1.
- Xia, Fei; Lewis, William D.; Goodman, Michael Wayne; Slayden, Glenn; Georgi, Ryan Lang Resources & Evaluation, 50, 2, 2016, pàg. 321–349. DOI: 10.1007/s10579-015-9325-4.
- Bender, Emily M. (2021). "On the Dangers of Stochastic Parrots: Can Language Models Be Too Big? 🦜" a FAccT '21: Proceedings of the 2021 ACM Conference on Fairness, Accountability, and Transparency. . DOI:10.1145/3442188.3445922